# Črpalna hidroelektrarna Avče
Črpálna hidróelektrárna Ávče, zgrajena leta 2009 ob Soči pri naselju Avče, je elektroenergetska naprava, ki v času nizke porabe in cene elektrike črpa vodo v umetno zgornjo akumulacijo na Kanalskem vrhu, v času visoke porabe elekrične energije in njene visoke vrednosti pa v turbinskem delovanju proizvaja električno energijo. 

### Tehnični podatki
Črpalna hidroelektrarna ima moč 185 MW, kadar proizvaja električno energijo in moč porabe 180 MW, kadar črpa vodo iz akumulacije Ajba navzgor. Spodnja akumulacija je jezero za HE Plave, zgornja akumulacija, ki lahko shrani 2,2 milijona kubičnih metrov vode, pa je umetno jezero na Banjški planoti. Višinska razlika med akumulacijama oz. bruto padec je 521 metrov.
Skupna shranjena potencialna energija v ČHE Avče je približno 3 GWh.
Cena postavitve črpalne hidroelektrarne Avče je bila 122 milijonov evrov.

### Obratovanje
Izkoristek ČHE Avče je po podatkih lastnika (Soške elektrarne) v letnem povprečju 77%, kar pomeni, da se obratovanje izplača, če je proizvedena električna energija vsaj 30% dražja kot je energija med črpanjem, npr. ob obilici sončne energije, ponoči in med prazniki. Prostornina zgornje akumulacije dovoljuje proizvodnjo s polno močjo do največ 15 ur, če povsem izpraznimo poln bazen. Ponovno polnjenje praznega bazena zahteva okoli 17 ur. Dnevni režim delovanja je že glede na cenovna razmerja tak, da bo v vsakem načinu ČHE delovala 6 do največ 10 ur; torej je možno izkoristiti tudi večdnevno ali tedensko optimiranje delovanja, s polnjenjem ob koncu tedna in postopnim praznjenjem tekom tedna. 
Zaradi okvar na turbinsko-generatorskem postroju je bila ČHE zaradi popravil ustavljena avgusta 2011. Popravila so še v garancijskem roku in na račun dobavitelja strojne opreme opravili pri japonski firmi Mitsubishi. ČHE Avče danes obratuje nemoteno.